# Hemigraphis reptans
Hemigraphis reptans là một loài thực vật có hoa trong họ Ô rô. Loài này được (G.Forst.) T.Anderson ex Hemsl. mô tả khoa học đầu tiên năm 1885.

## Hình ảnh

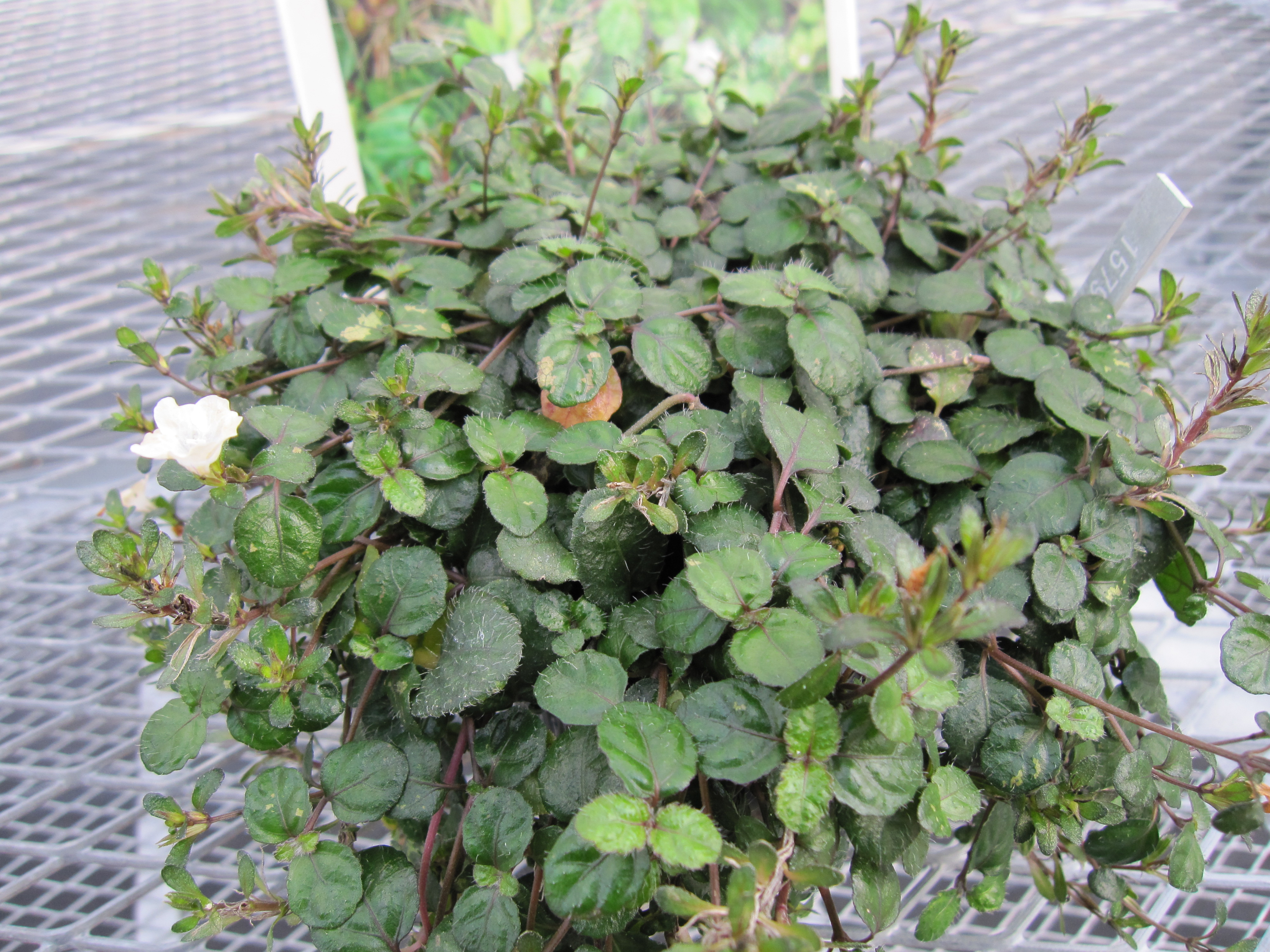